# Barra Head
Barra Head (gael. Beàrnaraigh) – wyspa w archipelagu Hebrydy Zewnętrzne, położona na zachodnim wybrzeżu Wielkiej Brytanii, należąca do Szkocji.

## Opis

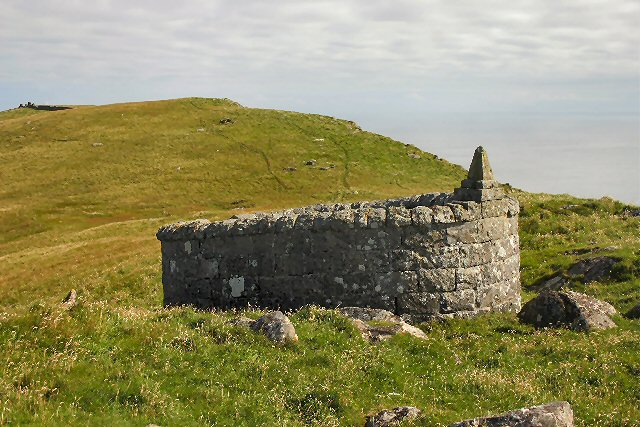
Pozostałości cmentarza na wyspie Barra Head

Barra Head jest najbardziej wysuniętą na południe wyspą Hebrydów Zewnętrznych w Szkocji. Jej powierzchnia wynosi 2,04 km². Najwyższym zniesieniem jest Sotan mierzący 193 m n.p.m. W 1833 r. ukończona została budowa latarni morskiej Barra Head Lighthouse. Mierzy ona 18 m wysokości. Budowę nadzorował inżynier Robert Stevenson (1772–1850) i jego syn Alana (1807–1865). 
Wyspa nie jest zamieszkana i latarnicy byli jedynymi mieszkańcami. Zostali wycofani, gdy światło zostało zautomatyzowane w 1980 roku. 

## Galeria

Barra Head
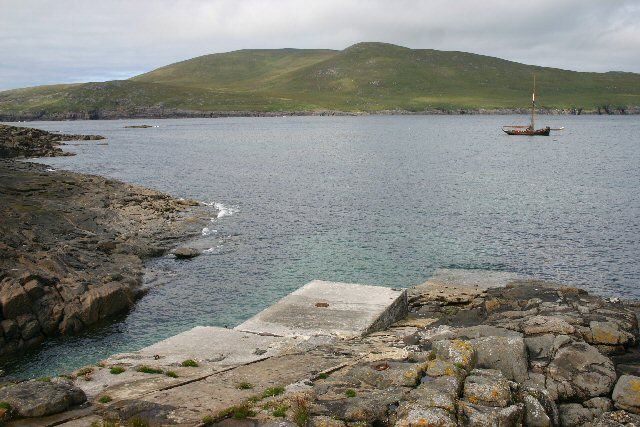
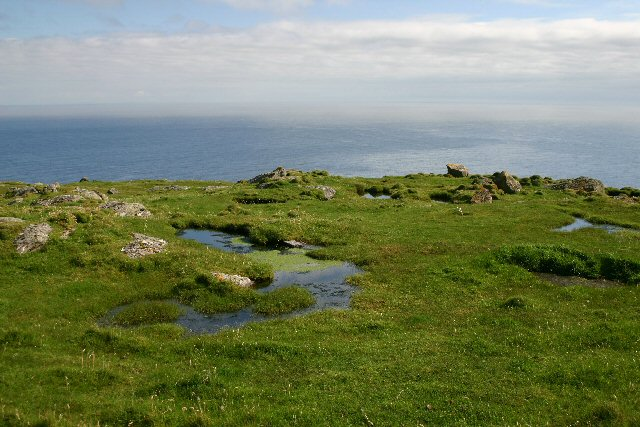
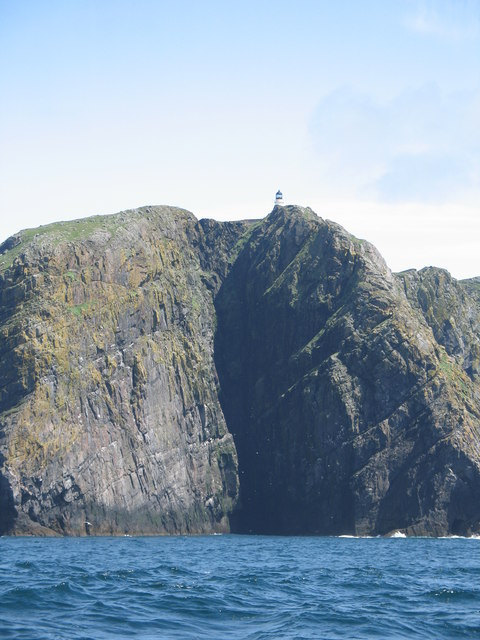